# Gustav Pufal
Gustav Pufal (* 26. Oktober 1895 in Konschütz; † 17. Juni 1950 in Hamburg) war ein deutscher Gewerkschafter. Er war der erste Bundesvorsitzende der Gewerkschaft Nahrung-Genuss-Gaststätten.

## Leben und Beruf
Pufal verbrachte seine letzten Schuljahre in Hamburg. Er absolvierte die Lehre zum Böttcher und war in der Seefahrt aktiv. Danach ließ er sich wieder in Hamburg nieder und war dort in der Norddeutschen Reismühle tätig, wo er zum Betriebsobmann gewählt wurde.

## Gewerkschaft
1912 trat Pufal in den Verband der Brauerei- und Mühlenarbeiter ein, welcher 1922 im Verband der Lebensmittel- und Getränkearbeiter aufging. 1925 stieg er in den ehrenamtlichen Vorstand der Gewerkschaft auf, zwei Jahre später wurde er Sektionsleiter der Hamburger Mühlenarbeiter.
Nach dem Zweiten Weltkrieg beteiligte sich Pufal am Wiederaufbau der Gewerkschaften, so wurde er 1946 zum Vorsitzenden des wiedergegründeten Verbandes der Nahrungsmittel- und Getränkearbeiter, Bezirk Nordmark, gewählt. Im Jahr darauf gehörte er einer Kommission an, welche die Gründung der Gewerkschaft Nahrung-Genuss-Gaststätten in der britischen Zone einleitete. Beim Gründungsparteitag wurde er zu deren Vorsitzenden gewählt.
1949 erfolgte die Zusammenlegung der drei NGG-Zonenverbände zu einem Bundesverband. Beim sogenannten „Verschmelzungsverbandstag“ vom 24. bis 26. Mai 1949 in München wurde Pufal zum ersten Bundesvorsitzenden der Gewerkschaft gewählt. In dieser Funktion setzte er sich unter anderem dafür ein, dass die NGG ihren Sitz in Hamburg haben sollte.
Am 17. Juni 1950 verstarb Pufal nach längerer Krankheit.

## Politik
1946 wurde Pufal in die Ernannte Hamburgische Bürgerschaft berufen. Dort gehörte er der Gewerkschaftsfraktion an. Pufal war zudem Mitglied der SPD.